# Rivière Berens
Pour les articles homonymes, voir Berens River.
La rivière Berens est une rivière au Manitoba et en Ontario au Canada. Elle coule vers l'ouest à partir d'un lac sans nom dans le district de Kenora en Ontario et se déverse dans le lac Winnipeg près de Berens River au Manitoba. La rivière a plusieurs lacs et rapides le long de son cours.